# Josef Zosel
Josef Zosel (Česká Lípa, 6 luglio 1907 – ...) è stato un calciatore cecoslovacco, di ruolo attaccante.

## Carriera

### Nazionale
Esordisce il 20 marzo 1932 contro l'Ungheria (1-3).